# 欧邦通
欧邦通（法語：Aubenton，法語發音：[obɑ̃tɔ̃]）是法国上法蘭西大區埃纳省的一个市镇，属于韦尔万区。

## 地理
欧邦通（49°50'12"N, 4°12'17"E）面积23.7 平方千米，位于法国上法蘭西大區埃纳省，该省份为法国北部内陆省份，北起北部省，西接索姆省和瓦兹省，东临阿登省和马恩省，西南至塞纳-马恩省，东北部与比利时接壤。
与欧邦通接壤的市镇（或旧市镇、城区）包括：阿尼马丹略、博梅、布吕讷阿梅勒、伊维耶、勒兹、洛尼莱欧邦通、蒙圣让。

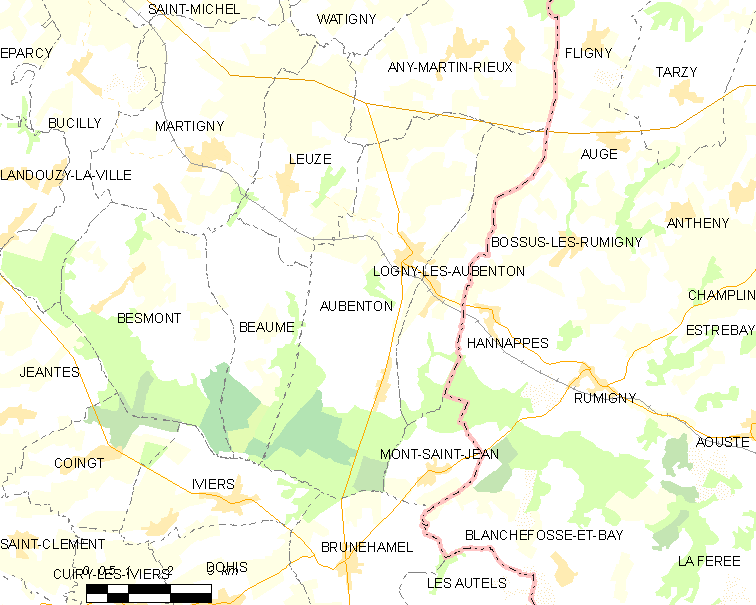
欧邦通的OSM定位图

欧邦通的时区为UTC+01:00、UTC+02:00（夏令时）。

## 行政
欧邦通的邮政编码为02500，INSEE市镇编码为02031。

## 政治
欧邦通所属的省级选区为伊尔松县。

## 人口

1962-2008年间欧邦通人口变化图示

欧邦通于2022年1月1日时的人口数量为659人。